# Olcanabates rufescens
Olcanabates rufescens är en tvåvingeart som först beskrevs av Oswald Duda 1934.  Olcanabates rufescens ingår i släktet Olcanabates och familjen fritflugor. Inga underarter finns listade i Catalogue of Life.